# Landesbruderrat
Landesbruderräte waren in der Zeit des Nationalsozialismus in den zerstörten evangelischen Landeskirchen (bzw. der Kirchenprovinz der Kirche der Altpreußischen Union) gebildete Gremien von Mitgliedern der Bekennenden Kirche. 

## Struktur und Aufgaben
Die Landesbruderräte entsandten jeweils einen Vertreter in den Reichsbruderrat und bauten auf entsprechenden Gremien bis hinunter zu den Bruderräten der Gemeinden auf.

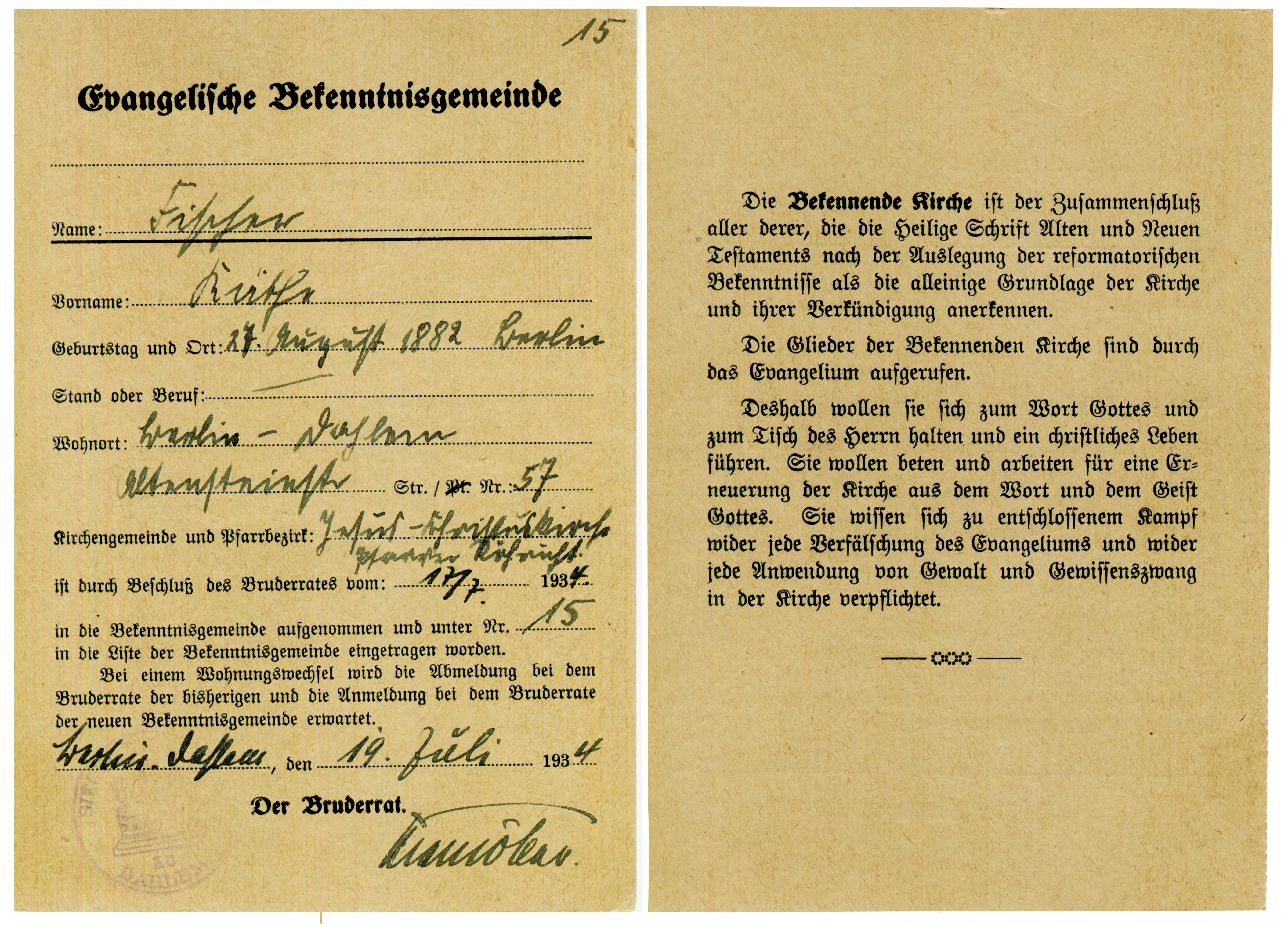
Mitgliedsausweis der Bekennenden Kirche, Berlin-Dahlem 1934 (Unterschrift: Niemöller, Vorder- und Rückseite)

## Risiken
Der NS-Staat wollte die totale Macht. Kirchliche Opposition konnte schwerwiegende persönliche Folgen haben, kirchlicher Widerstand konnte tödlich sein.

## Auswahl von Zeitzeugen
- Martin Niemöller
- Werner Sylten
- Hans Buttersack
- Dietrich Bonhoeffer
- Ernst Otto
- Friedrich von Bodelschwingh
- Karl Barth
- Gustav Heinemann
- Paul Schneider
- Elisabeth von Thadden